# Gregorius Borastus
Gregorius Borastus (egentligen Greger Larsson), enligt egen uppgift född i Norrköping på 1580-talet, enligt en polsk källa död 1654, var en svensk historieskrivare. 

## Biografi
Gregorius Borastus medföljde Sigismund vid dennes återresa till Polen, förmodligen 1594, och studerade först i en polsk jesuitskola, sedan i Rom, där han blev teologie doktor, och i Paris, där han förvärvade juris doktorsgrad. Efter att förgäves ha sökt sin utkomst i hemlandet, trädde han i Sigismunds tjänst i Polen och nämns 1617 som sekreterare i dennes kansli. Senare omtalas han som hovkaplan och canonicus av Krakow och Ermeland, 1632 lär han av Sigismund ha bekräftats i sin värdighet som dennes svenske kansler, och som kunglig sekreterare tjänade han även Vladislav IV och Johan II Kasimir.
Borastus var Arnold Johan Messenius behjälplig, när denne i Polen sökte och lyckades återfå sin fars till kung Vladislav av änkan överlämnade manuskript till "Scondia illustrata". Han utvecklade i Polen en livlig litterär verksamhet. Redan 1611 hade han utgivit en latinsk panegyrik över Sigismund. Johan Skyttes bekanta tal inför kung Jakob av England bemötte han i den hatfulla skriften "Calumniæ orationis maledicæ.....detectæ", och 1628 lät han trycka en skarp Censura över ett av holländaren Daniel Krusius till Gustav II Adolfs ära i Danzig hållet och i tryck utgivet tal.
Om svensk historieskrivning har han bl.a. gjort sig förtjänt genom att från en värdshusvärd i Vilnius lösa ut Erik XIV:s "Diarium" för 1567] som Gustaf Eriksson pantsatt. Diariet kom sedan jämte Borastus egna historiska arbeten i Johan Kasimirs ägo och räddades 1673 i en kryddbod i Paris av Åke Rålamb undan förstörelsen. Samtidigt torde vidlyftiga fragment av Borastus handskrivna svenska krönika, Utrikes göthers krönika och Svenska och inländska göthers krönika, ha kommit i svensk ägo. Den förvaras numera i Kungliga biblioteket och är beskriven av Wieselgren i Historisk tidskrift 1882, där dess lediga stil prisas och författarens varma patriotiska intresse.